# ギヨーム・ルクー
ギヨーム・ルクー（フランス語: Guillaume Lekeu, 1870年1月20日 - 1894年1月21日）はベルギー生まれの作曲家。セザール・フランクの最後の弟子として将来を嘱望されたが、24歳で夭折した（#生涯）。感受性豊かで情熱的な筆致が特徴（#作品）。

## 生涯
1870年1月20日、ジャン＝ジョゼフ＝ニコラ＝ギヨーム・ルクー（フランス語: Jean Joseph Nicolas Guillaume Lekeu）はベルギーのヴェルヴィエの近くにあるウズィ村（Heusy）で生まれた。6歳からピアノとヴァイオリンを始め、後にチェロも学んだ。1879年、彼が９歳のときに両親とともにフランスのポワチエに移り住み、1885年に当地のリセに進学。リセの物理教師からバッハ、ベートーヴェンの後期作品とワーグナーの音楽を教えられ、彼らの作品に強く惹かれていたという。1888年にルクーは、さらに多くのことを学ぶためパリに移り住んだ。1889年にルクーはバイロイトを訪れた。翌1889年からセザール・フランクに作曲を師事。フランクが1890年に没した後はヴァンサン・ダンディに師事。
1891年にルクーはダンディの勧めでローマ賞コンクールに参加することにした。コンクール中に作曲したカンタータ『アンドロメダ』は審査員団により第二等次席に値すると評価されたが、ルクーは審査に不正があると感じて受賞を拒否した。1892年2月18日にブリュッセルで演奏された『アンドロメダ』の抜粋編曲版を、ヴァイオリニストのウジェーヌ・イザイが聴く。イザイはその日の晩に同作を指揮していたルクーに、ヴァイオリン・ソナタの作曲を依頼した。ルクーはヴァイオリン・ソナタト長調として作品をイザイに献呈し、同作は1893年3月7にイザイにより初演された。イザイはピアノ四重奏曲の作曲もルクーに依頼した。
ルクーはチフス熱により1894年1月21日、彼の誕生日の翌日にアンジェの両親の家で亡くなった。ルクーは1893年10月にパリで音楽仲間とともにレストランで食事をしている。異説もあるが、このときに食べたシャーベットがチフス菌に汚染されていたと考えられている。ルクーは生まれ故郷のウズィ村に葬られた。満年齢で24歳だった。

## 作品
ルクーは15歳から作曲をはじめ、精力的に作品を量産した。ルクーの残した作品は断片なども含めると100余りある。イザイから依頼を受けて作曲したヴァイオリンソナタが特によく知られる。このほか、完成された第1楽章と未完の第2楽章（ダンディが補筆して完成）からなるピアノ四重奏曲、弦楽四重奏曲、ピアノ三重奏曲、チェロソナタなどの室内楽やルクー自身も歌詞を書いた多くの歌曲がある。
室内楽曲
- 弦楽四重奏のための《瞑想》 （1887年）【演奏例】
- 弦楽四重奏のための《モルト・アダージョ》 （1887年）
- 弦楽四重奏曲 ト長調 （1888年）【演奏例】
- チェロ・ソナタ ヘ長調（フランス語版）（1888年）【演奏例】
- ピアノ・ソナタ ト短調 （1891年）【演奏例】
- ピアノ三重奏曲 ハ短調（フランス語版）（1890/91年）
- ヴァイオリン・ソナタト長調（1892/93年）【演奏例】
- ピアノ四重奏曲 ロ短調（フランス語版）（1892/93年、ダンディによって補筆完成）

声楽曲
- 《父の家の窓》（1887年）
- 《ひなげし》（1887年）
- 《小品》（アンダンテ・ソステヌート）
- 《濃くなる影》（1889年）
- 《古代の緩やかな舞曲》（1889年）
- 《五月の歌》（1891年）
- 《三つの詩曲》（1892年）
  - 《墓前で》
  - 《ロンド》
  - 《夜想曲》